# Patrick Baladi
Patrick Baladi, född 25 december 1971 i Birmingham, är en brittisk skådespelare.
Baladi har bland annat medverkat i TV-serien Breeders (2020-2022). Han har även medverkat i filmerna Last Chance Harvey från 2008 och The International från 2009.

## Filmografi (i urval)
- 2002–2003 – The Office (TV-serie)
- 2008 – Last Chance Harvey
- 2009 – The International
- 2020–2022 – Breeders (TV-serie)